# Клаус-ан-дер-Пихрнбан
Клаус-ан-дер-Пихрнбан (нем. Klaus an der Pyhrnbahn) — коммуна (нем. Gemeinde) в Австрии, в федеральной земле Верхняя Австрия. 
Входит в состав округа Кирхдорф-на-Кремсе.  Население составляет 1165 человек (на 31 декабря 2005 года). Занимает площадь 108 км². Официальный код  —  40906.

## Политическая ситуация
Бургомистр коммуны — Рудольф Майр (СДПА) по результатам выборов 2003 года.
Совет представителей коммуны (нем. Gemeinderat) состоит из 19 мест.
- СДПА занимает 13 мест.
- АНП занимает 5 мест.
- АПС занимает 1 место.